# Roland Vogt

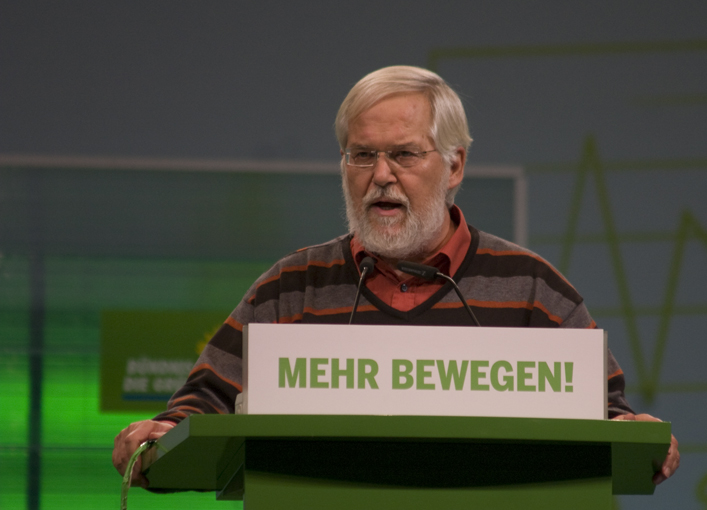
Roland Vogt bei der Bundesdelegiertenkonferenz in Erfurt 2008

Roland Vogt (* 17. Februar 1941 in Gelnhausen, Hessen-Nassau; † 20. Mai 2018 in Bad Dürkheim) war ein deutscher Politiker (Bündnis 90/Die Grünen) und Pazifist. Er war von 1983 bis 1985 Abgeordneter für Rheinland-Pfalz im Deutschen Bundestag.

## Ausbildung und Beruf
Roland Vogt bestand 1960 sein Abitur und leistete anschließend ein Jahr Sanitätsdienst bei der Bundeswehr ab. Anschließend studierte er Rechts- und Politikwissenschaften an den Universitäten Heidelberg, Saarbrücken und Freie Universität Berlin. 1972 verfasste er seine Diplom-Hausarbeit am Fachbereich 15 der Freien Universität Berlin zu Aspekten der Sozialen Verteidigung. Von 1970 bis 1975 war er Arbeitsgemeinschafts- und Projektgruppenleiter am Fachbereich Rechtswissenschaft der Freien Universität Berlin. Das Jurastudium schloss er mit dem Staatsexamen ab, in Politikwissenschaft erwarb er das Diplom. Von 1991 bis 1993 arbeitete er als Leiter des Arbeitsstabes beim Bevollmächtigten des Ministerpräsidenten des Landes Brandenburg für den Abzug der russischen Streitkräfte und für Konversion, ab 1994 als Referatsleiter für Konversion im Wirtschaftsministerium Brandenburg. Seit seiner Pensionierung lebte er wieder in seiner Heimatstadt Bad Dürkheim (Rheinland-Pfalz).
Vogt war verheiratet und Vater von drei Kindern.

## Politik
Vogt machte seine ersten politischen Erfahrungen in der SPD, der er 1969 beitrat. Er engagierte sich für die Jungen Europäischen Föderalisten (JEF), denen er bereits 1961 beigetreten war. Seit Beginn der 1970er Jahre verlagerte sich sein politisches Engagement auf die Mitarbeit in Bürgerinitiativen für Umweltschutz und im aufkommenden Widerstand gegen Atomkraftwerke. Im Jahr 1975 war er Mitstreiter der badisch-elsässischen Bürgerinitiativen (BI) gegen die Atomkraftwerke Wyhl, Fessenheim (Elsass) und Kaiseraugst bei Basel und im Jahr 1977 wurde er einer von drei Vorsitzenden des Bundesverbandes Bürgerinitiativen Umweltschutz (BBU), dem er bis 1982 angehörte. Gemeinsam mit Michael Schroeren war er 1977 Gründungsredakteur der Verbandszeitschrift des BBU, die zunächst unter dem Titel bbu-aktuell, seit 1979 als Umweltmagazin erschien. Im Jahr 1989 gehörte er unter anderem mit Petra Kelly und Theodor Ebert zu den Gründern des Bund für Soziale Verteidigung (BSV) und im Jahr 1992 war er Mitgründer der Bürgerinitiative FREIeHEIDe gegen einen Luft-Boden-Schießplatz der Bundeswehr auf dem Truppenübungsplatz Wittstock.
2015 war er Mitbegründer der Kampagne Stopp Air Base Ramstein.

## Parteien Die Grünen und Bündnis 90/Die Grünen
Als BBU-Vorstandsmitglied übernahm Vogt seit 1977 eine aktive Rolle im Parteibildungsprozess der Grünen. Er plädierte für einen offensiven Umgang der Bürgerinitiativen mit den aufkommenden grünen und bunten Wählerinitiativen und trug dazu bei, dass der BBU in dieser Phase die Diskussion um die Gründung einer grünen Partei mitbestimmte. 1978 verließ er die SPD aus Protest gegen deren damalige Haltung zur Atomenergie und beteiligte sich im selben Jahr in Berlin an der Gründung der Alternativen Liste für Demokratie und Umweltschutz. Er war 1979 Gründungsmitglied und gemeinsam mit Petra Kelly Spitzenkandidat des ersten bundesweiten Listenbündnisses unter dem Namen Die Grünen, das als Sonstige Politische Vereinigung an den ersten Direktwahlen zum Europäischen Parlament am 10. Juni 1979 teilnahm. Bis 1981 war er als Koordinator der Kooperation zwischen grünen und radikaldemokratischen Parteien in Straßburg tätig. Von 1981 bis 1982 war er Mitglied des Bundesvorstandes der Grünen und von 1986 bis 1987 Sprecher des Landesverbands Rheinland-Pfalz. Im Jahr 1983 wurde er über die Landesliste von Rheinland-Pfalz der Grünen in den Deutschen Bundestag gewählt. Er war bis Februar 1984 stellvertretendes, danach bis 1985 ordentliches Mitglied des Verteidigungsausschusses, wo er für das Thema Rüstungskonversion zuständig war. Zudem gehörte er für wenige Monate jeweils als stellvertretendes Mitglied dem Auswärtigen Ausschuss und dem Rechtsausschuss an. Dem von der Partei beschlossenen Grundsatz folgend, wonach Abgeordnete der Grünen zur Hälfte der Legislaturperiode ihr Mandat niederlegen und ihren Nachrückern auf der Liste Platz machen sollen (Rotationsprinzip), schied Vogt am 18. Juni 1985 aus dem Bundestag aus. Bis 1990 war er wissenschaftlicher Mitarbeiter der Bundestagsfraktion der Grünen. Seit 1996 gehörte er dem Landesvorstand von Bündnis 90/Die Grünen in Brandenburg an, von 2000 bis 2003 als Landesvorsitzender. Nach seinem Rückzug nach Rheinland-Pfalz bemühte er sich erfolglos um eine Kandidatur auf der Landesliste der Grünen für die Bundestagswahl 2005. Im April 2008 initiierte Vogt eine Landesarbeitsgemeinschaft mit dem Namen „grün+50“, als deren Sprecher er neben Ines Reich-Hilweg aus Mainz gewählt wurde.

## Veröffentlichungen
- Vitalismus als erste Antwort auf den Drang zur Auslöschung (‚Exterminismus‘). Widerstandsstrategien der Friedensbewegung. In: Entrüstet Euch III. S. 80–88, archiviert vom Original am 14. Dezember 2007.
- Das Bessere als Feind des Guten. Eine Kritik der Kritik «ziviler» Friedensdienste. In: Wissenschaft & Frieden 1/1998
- „Normal werden“ heißt für uns: Umkehr zum Zivilen. Rede zur Verleihung des Göttinger Friedenspreises der Stiftung Dr. Roland Röhl an die Bürgerinitiative FREIeHEIDe am 3. März 2007
- Die Linken haben die Grünen besetzt. Interview in: Michael Schroeren (Hrsg.): Die Grünen – 10 bewegte Jahre. Carl Ueberreuter, Wien 1990, ISBN 3-8000-3352-6, S. 171–179.
- Eine Besichtigung der Grünen 25 Jahre nach ihrem Einzug in den Bundestag am 29. März 1983, mit einem anschließenden Diskurs zwischen Roland Vogt, Wolfgang Sternstein und Theodor Ebert. In: Gewaltfreie Aktion. Vierteljahreshefte für Frieden und Gerechtigkeit, Heft 153/154, 4. Quartal 2007 (39. Jg.) und 1. Quartal 2008 (40. Jg.), ISSN 0016-9390, S. 52–67.

## Belege
1. ↑  Früherer Grünen-Bundestagsabgeordneter Roland Vogt gestorben. In:  sueddeutsche.de=. 21. Mai 2018, abgerufen am 27. August 2020.
2. ↑  Der Widerstand der Tschechoslowakei 1968 gegen den Einmarsch der Warschauer-Pakt-Staaten. Erfolge und Fehler, gemessen an Konzepten Sozialer Verteidigung.
3. ↑  Reiner Braun, Pascal Luig: Wir trauern um Roland Vogt. Kampagne Stopp Air Base Ramstein, 22. Mai 2018, abgerufen am 22. Mai 2018.

| Personendaten    | Personendaten                                    |
| ---------------- | ------------------------------------------------ |
| NAME             | Vogt, Roland                                     |
| KURZBESCHREIBUNG | deutscher Politiker (Bündnis 90/Die Grünen), MdB |
| GEBURTSDATUM     | 17. Februar 1941                                 |
| GEBURTSORT       | Gelnhausen, Hessen-Nassau                        |
| STERBEDATUM      | 20. Mai 2018                                     |
| STERBEORT        | Bad Dürkheim                                     |